# Agelasidae
Famille
Synonymes
- Chalinopsididae Schmidt, 1870
- Ectyonidae Carter, 1875

Les Agelasidae forment une famille de spongiaires de l'ordre Agelasida.

## Liste des genres
Selon World Register of Marine Species (9 mai 2016) :
- genre Acanthostylotella Burton & Rao, 1932
- genre Agelas Duchassaing & Michelotti, 1864
- genre Amphinomia Hooper, 1991